# Heinrich Zöllner
|  | No s'ha de confondre amb Carl Heinrich Zöllner. |

Heinrich Zöllner (Leipzig, 4 de juliol de 1854 - Friburg de Brisgòvia, 4 de maig de 1941) fou un compositor, director d'orquestra i llibretista alemany. El seu fill Richard, nascut a Metz el 1896, també ha estat un notable compositor, havent escrit molta música de cambra. Fou professor del Conservatori de Leipzig on va tenir entre altres alumnes en Frederick Stock, i del Stern de Berlín, va ser molt anomenat com a director d'orquestra i compositor. Donà a l'escena nombroses obres, de les que aconseguiren més renom les titulades: 
- Der Ueberfall (Dresden, 1895),
- Die versunkene Glocke (Berlín, 1899),
- Per a cor i orquestra el poema dramàtic Hunnenschlacht
- L'oratori Luther

Escenes líriques
- Columbus
- Hymnus der Liebe
- Die neue Welt
- König Sigurds Brautfahrt
- Die Meerfahrer
- Helden Rèquiem Heerschau
- Bonifazius

Va compondre les següents òperes:
- Die lustigen Chinesinnen (1885 Cologne, Stadt)
- Faust (19 d'octubre 1887, Múnic, Hof)
- Matteo Falcone (18 de desembre 1893, New York, Irving Place)
- Bei Sedan (1 de setembre 1895, Leipsig, Neues)
- Der Überfall (7 de setembre 1895, Dresden, Hof)
- Das hölzerne Schwert (24 de novembre 1897, Kassel, Hof)
- Die versunkene Glocke (8 de juliol 1899, Berlín, Westens)
- Frithjof (6 d'octubre 1910, Antwerp)
- Zigeuner (15 de març 1912, Stuttgart, Hof)
- Der Schützenkönig (18 de desembre 1913, Elberfeld-Barmen, Stadt)

En el gènere simfònic va escriure tres simfonies; els poemes Sommerfahrt i Waldphantasie i una Sérénade per a orquestra de corda i flauta. Va publicar inspirats lieder i diversos cors per a veus d'home.